# Comic High!
《Comic High!》是雙葉社發行的漫畫雜誌，2004年3月2日創刊，但同年8月7日發行第6後預告休刊。之後於2005年4月22日宣布復刊，並於毎月22日發售。
2015年5月22日發行同年6月號後再度宣布休刊。一部分的連載轉移到『月刊Action』、『まんがタウン』繼續連載。

## 現在連載作品
- 偶像學園（師走冬子）

## 過去連載作品
- 妄想少女御宅系
- 絕對衝激 ～柏拉圖之心～
- 潛伏魔女（袴田米良）
- GIRL FRIENDS
- 柊小學戀愛俱樂部
- 男爵校長High!
- 女子高生
- 萌少女的戀愛時光（私屋薰）